# Haßmoor
Haßmoor ist eine Gemeinde im Naturpark Westensee im Kreis Rendsburg-Eckernförde in Schleswig-Holstein. Höbek und Wittenkamp gehören zum Gemeindegebiet.

## Geografie und Verkehr
Haßmoor liegt etwa 25 km westlich der Landeshauptstadt Kiel und etwa 20 km östlich von Rendsburg in ländlicher Umgebung. Südwestlich verläuft die Bundesautobahn 7 von Dänemark über Hamburg nach Süden. Nördlich führt die Bundesautobahn 210 von Rendsburg nach Kiel, erreichbar über die Auffahrt Bredenbek.

## Geschichte
Der Name Haßmoor stammt wohl aus dem Altniederdeutschen und bedeutet Hirschmoor. Im Laufe der Zeit wandelte sich die Sprache, und so wurde aus dem Hirschmoor Haßmoor.
Im Gemeindegebiet sind Hügelgräber aus der Stein- und Bronzezeit erhalten.
Bis 1910 gehörte der Ort zum Gut Emkendorf und ist seit 1915 eine selbständige Gemeinde.

## Politik

### Gemeindevertretung
Bei der Kommunalwahl am 14. Mai 2023 wurden insgesamt neun Sitze vergeben. Die Kommunale Wählergemeinschaft Haßmoor erhielt fünf Sitze und die Action der Wähler vier Sitze.

### Wappen
Blasonierung: „In Grün ein ruhender goldener Damhirsch unter drei schwebenden silbernen Rohrkolben 1 : 2.“

## Wirtschaft
Das Gemeindegebiet ist überwiegend landwirtschaftlich geprägt.

## Gut Höbek
Im Gemeindegebiet befindet sich das Gut Höbek, dessen Eiskeller teilweise erhalten ist.